# Chen Guofu
Chen Guofu eller Chen Kuo-fu (förenklad kinesiska: 陈果夫; traditionell kinesiska: 陳果夫; pinyin: Chén Guǒfū), född 5 oktober 1892 i Wuxing, Zhejiang, Kina, död 25 augusti 1951 i Taipei, var en kinesisk politiker i Republiken Kina. Hans förnamn var Zudao (förenklad kinesiska: 祖焘; traditionell kinesiska: 祖燾; pinyin: Zǔdào), även om han var mer allmänt känd som Guofu.
Han föddes i nuvarande Huzhou. Chen Guofu gick med i Tongmenghui 1911. Han deltog i både revolutionen mot Qingdynastin och den andra revolutionen mot Yuan Shikai. Han återupptog sin politiska karriär 1924 och nominerades till medlem av Kuomintangs centralrevision, såväl som chef för organisationsavdelningen och ordförande för den centrala finanskommittén. Tillsammans med sin yngre bror Chen Lifu organiserade han CC Clique eller Central Club Clique av Kuomintang. Han var ordförande för regeringen i Jiangsu från 1933 till 1937. Under det andra kinesisk-japanska kriget föreslog Chen att man skulle öppna Gula flodens vallar för att stoppa den japanska framryckningen, vilket resulterade i översvämningen av Gula floden 1938. Han flyttade till Taiwan i december 1948 och dog i Taipei 1951.